# 大川社区
大川社区，是中华人民共和国吉林省延边朝鲜族自治州汪清县大川街道下辖的一个社区级行政单位，2017年前为乡镇级别。2017年1月19日，吉林省人民政府批复设立大川街道、新民街道和长荣街道，大川社区工作委员会划入新成立的大川街道。

## 行政区划
2017年前，大川社区下辖以下地区：
第五社区、第八社区、第九社区和第十社区。